# West Newbury
West Newbury est une ville située dans le Comté d'Essex, dans l'État du Massachusetts. En 2010, sa population était de 4 235 habitants.

## Histoire
West Newbury a été fondé en 1635, avoisinant Newbury. Le 18 février 1819, la General Court of Massachusetts conclut un accord pour "incorporer la ville des Parsons". Les premières propositions ont été effectuées durant le XVIIIe siècle, enclenchant la résistance de la ville à Newbury, qui avait déjà perdu son port, durant des décennies. Le 14 juin 1820, la cour conclut un autre accord pour renommer la ville "West Newbury".
Durant une vingtaine d'années, West Newbury se développe d'une ville rurale fermière en une ville communautaire affluente.
La plus vieille ferme de la ville toujours en activité est nommée Long Hill Orchard. La ferme est active depuis 1896, et tient d'une longue histoire dans la ville de West Newbury.

## Démographie

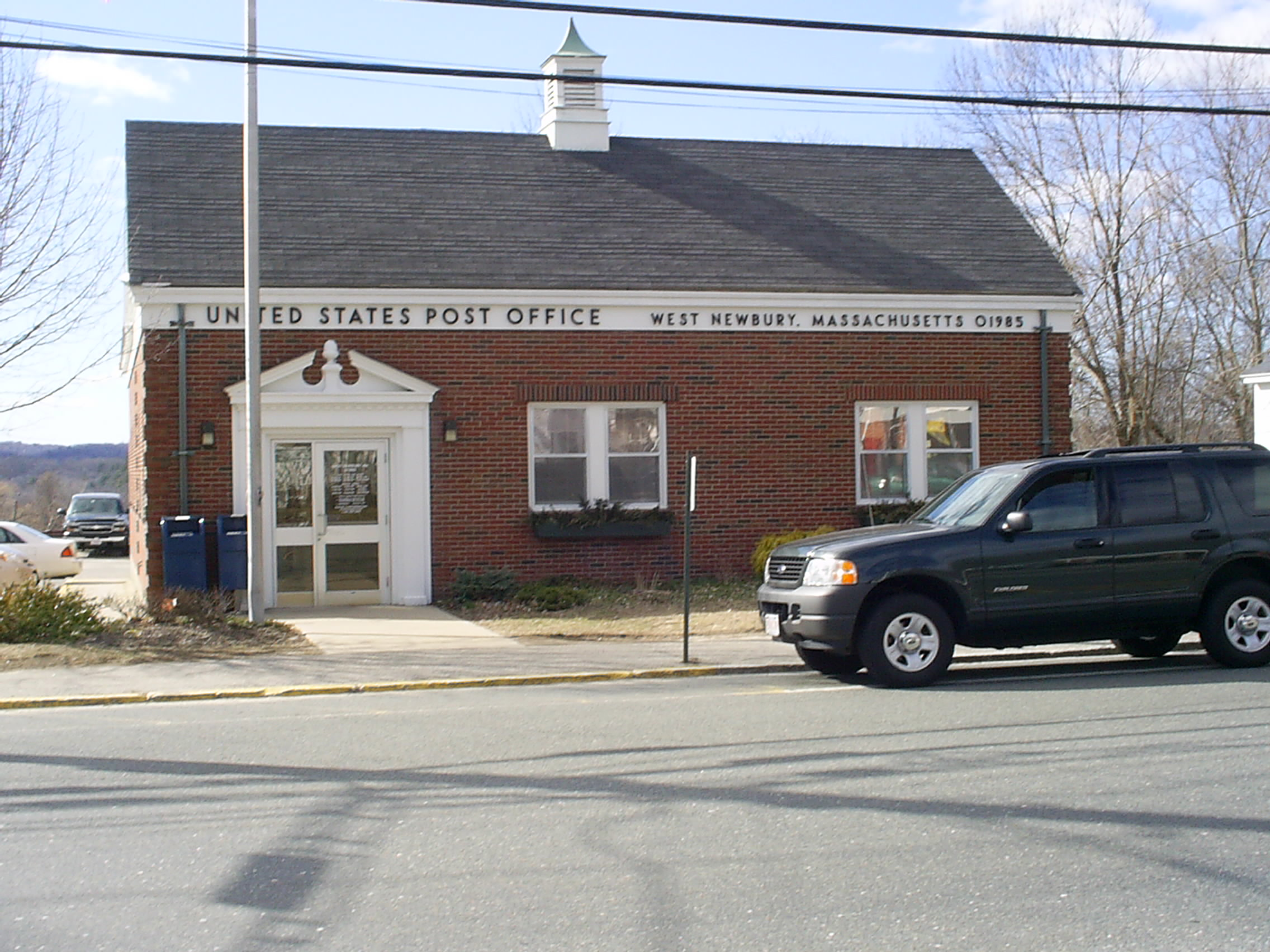
U.S. Post Office, à West Newbury

En 2009, la ville compte 4 406 résidents, 100 résidents de plus que lors du recensement de 2000 qui n'en comptait que 4149. La densité de population de 2009 s'étendait à 301,8 habitant par km2 (116,6/km²), basée sur la superficie totale.
En 2000, les 4 149 habitants s'éparpillaient en 1 392 maisons et 1183 familles. La ville recense 98,5 % de blancs, 0,2 % d'afro-américains, 0,5 % d'asiatiques, 0,4 % venant d'ailleurs, et 0,4 % de plusieurs ethnies. Les hispaniques ou latino-américains de toutes races forme 0,7 % de la population.
Sur 1 392 maisons en 2000, 46,6 % des familles avait un enfant à charge âgé de moins de 18 ans, 76,8 % étaient marié, 6,2 % de femmes célibataires et 15,0 % vivant dans une ambiance non-familiale.
Chronologiquement, 30,0% était âgé de 18 ans, 4,3 % de 18 à 24 ans, 27,0 % de 25 à 44 ans, 29,9 % de 45 à 64 ans et 8,8 % de 65 ans ou plus. La moyenne d'âge était estimée à 39,6 ans.

## Résidents notables
- John Cena, catcheur professionnel à la WWE